# Isopedella victorialis
Isopedella victorialis là một loài nhện trong họ Sparassidae.
Loài này thuộc chi Isopedella. Isopedella victorialis được Arthur Stanley Hirst miêu tả năm 1993.